# Diachrysia tutti
Diachrysia tutti är en fjärilsart som beskrevs av Andrzej Samuel Kostrowicki 1961.
Diachrysia tutti ingår i släktet Diachrysia och familjen nattflyn. Inga underarter finns listade i Catalogue of Life.

## Bildgalleri

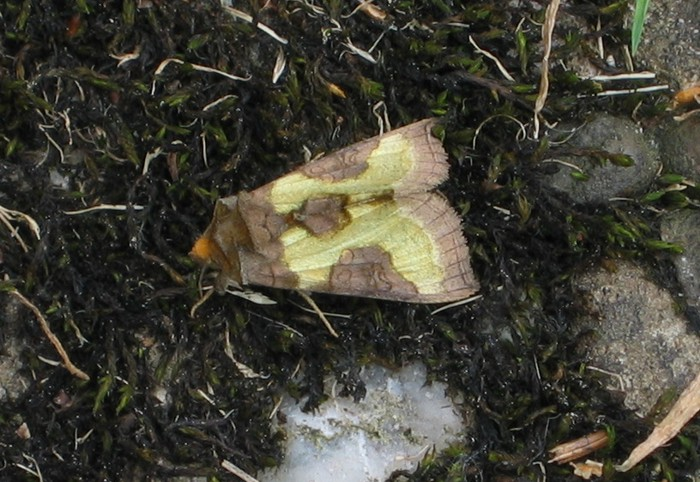